# Tim Cuddihy
Tim Cuddihy är en bågskytt från Australien. Han tog brons vid olympiska sommarspelen 2004 i Aten. Cuddihy har även olympiskt rekord från samma tävling med 12 respektive 36 pilar. 